# Lelàpids
Els lelàpids (Lelapiidae) són una família d'esponges calcàries (Calcarea). Va ser descrita per Dendy i Row el 1913.

## Gèneres
Els següents gèneres pertanyen a la família Lelapiidae:
- Grantiopsis (Dendy, 1893)
- Kebira (Row, 1909)
- Lelapia (Gray, 1867)
- Paralelapia (Hôzawa, 1923)